# Нюрнберзький процес у справі IG Farben

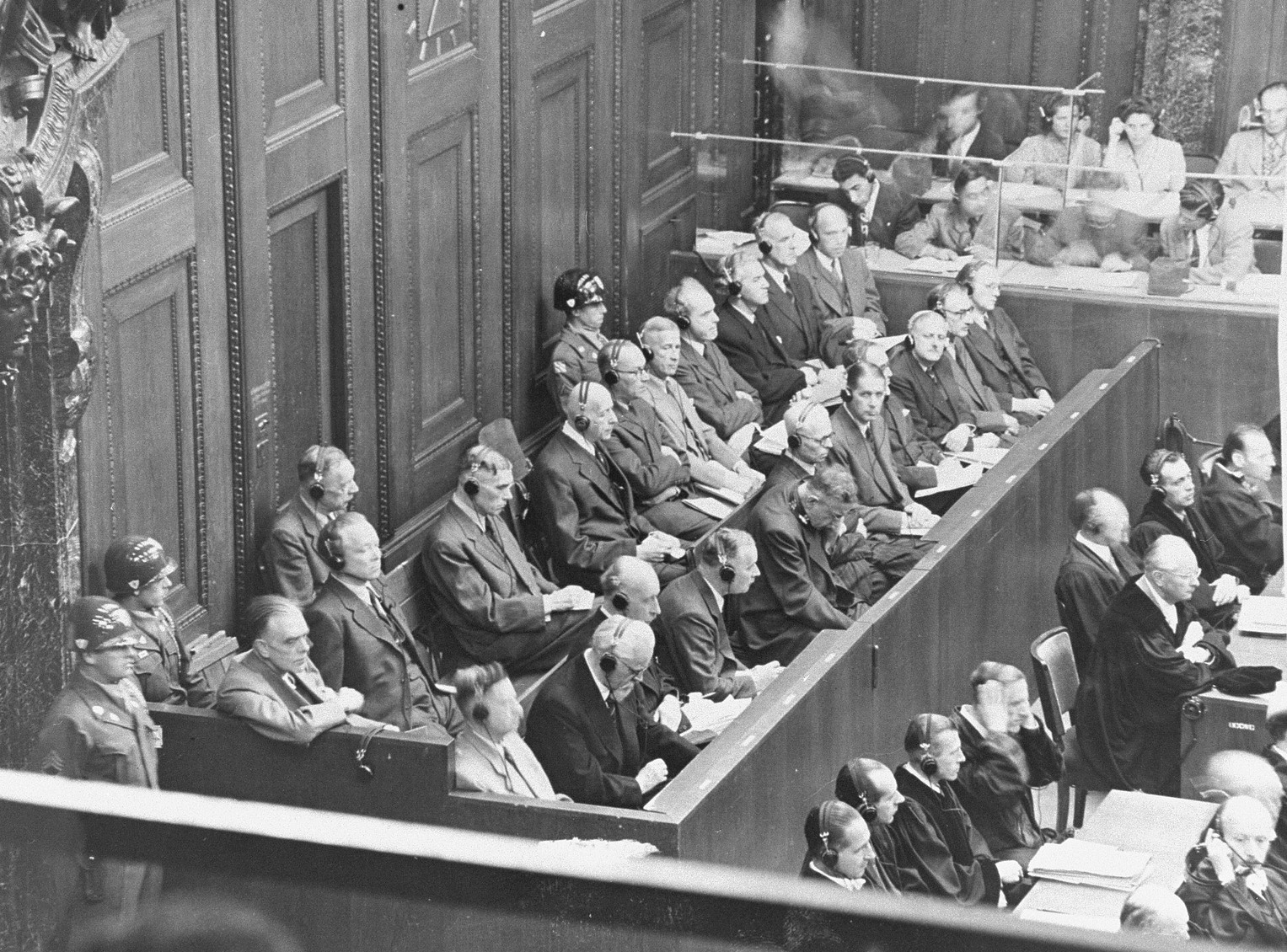
Підсудні у справі IG Farben під час першого дня судового засідання 27 серпня 1947 року

Нюрнберзький процес у справі IG Farben (офіційна назва «Сполучені Штати Америки проти Карла Крауха та інших» (англ. The United States of America vs. Carl Krauch, et al.)) — шостий за рахунком процес Американського військового трибуналу в Нюрнберзі з 12 проведених владою США у своїй зоні окупації Німеччини.
Судовий розгляд тривав з 14 серпня 1947 по 30 липня 1948 року. IG-Farben — конгломерат німецьких концернів, що були створені в 1925 році, які під час правління націонал-соціалістів виробляв пестицид Циклон Б, який використовувався в газових камерах під час масових вбивств. 24 особи, серед яких члени ради директорів та інші посадові особи IG-Farben звинувачувалися в масових вбивствах, примусу до рабства та інших злочинах проти людства. За результатами судового процесу 13 обвинуваченим було винесене рішення про засудження на різні терміни тюремного ув'язнення, десятьох виправдано й одному не був винесений вирок через стан його здоров'я. Додатковим рішенням суду передбачався поділ конгломерату IG-Farben на BASF, Bayer та Hoechst. У 1951 році засуджені у цій справі були звільнені та знову стали працювати в різних промислових корпораціях Німеччини.

## Склад трибуналу

### Судді
- Куртіс Шейк[en] — головуючий суддя;
- Джеймс Морріс[en];
- Пол Геберт[en];
- Кларенс Меррелл (запасний суддя)[3].

### Сторона звинувачення
- Дрексел Шпрехер[4] (головний прокурор)[5];
- Телфорд Тейлор[en][6];
- 12 членів звинувачення[6].

### Сторона захисту
- 87 членів захисту[6].

## Хід процесу
Під час процесу сторона захисту зіткнулася з тим, що наявні документальні свідчення злочинної діяльності обвинувачених було досить важко спростувати. Тому, захисники дотримувалися стратегії затягування процесу: по-перше, відповідачі заздалегідь домовилися, що Фріц тер Мер буде відповідальним за деполітизований опис структури й діяльності IG-Farben. Його роль полягати в тому, що він повинен був розповісти про діяльність з наукової точки зору, а не через призму виконання політичних рішень з Берліна. По-друге, всі обвинувачені повинні були стверджувати, що використання праці в'язнів концтабору Освенцим було політичним рішенням керівництва країни і вони не могли ослухатися. На додаток до цього сторона захисту домоглася того, що для кожного обвинуваченого була вироблена персоніфікована, відмінна від інших лінія захисту. Це призвело до того, що вже на третій день слухань суд висловив своє невдоволення тривалими поясненнями обвинувачуваних. Завдяки цій стратегії затягування часу обвинувачені отримали можливість відбутися мінімальним покаранням. Це стало можливим через те, що до цього моменту протистояння між колишніми союзниками антигітлерівської коаліції переросло в так звану — холодну війну. На сторону звинувачення чинився тиск і навіть почалися обвинувачення в антисемітизмі. У консервативних американських ЗМІ з'являлися статті, в яких йшлося про те, що в рядах обвинувачів «занадто багато євреїв» і навіть робилися спроби провести розслідування: заступник головного радника з військових злочинів Джосія Дюбуа єврей або ні? Більшість обвинувачених повністю заперечували свою провину і наполягали на тому, що їм нічого не було відомо про будь-які злочини. Інші ж стверджували, що знали про важку долю в'язнів концтабору Освенцим і намагалися поліпшити умови їх праці, але не могли зробити нічого більшого. У листопаді 1947 року відбувся перехресний допит обвинувачених і колишніх британських в'язнів, які розповіли подробиці життя в концтаборі та на виробництві IG Farben. Після цього у сторони захисту не залишилося нічого іншого, крім як домагатися релятивізації індивідуальної відповідальності обвинувачених (розглядати їх дії крізь призму примусу з боку вищого керівництва). Основний судовий процес закінчився 28 травня, а судові рішення були винесені 29 і 30 липня 1948 року. В цілому суд скликався 152 робочих дня і було викликано 102 свідка захисту і 87 свідків звинувачення.

## Підсудні
| Ім'я                   | Фото | Посада                                                                         | Вирок                                               |
| ---------------------- | ---- | ------------------------------------------------------------------------------ | --------------------------------------------------- |
| Карл Краух             |      | один з керівників концерну «IG Farben», лідер воєнної економіки                | шість років ув'язнення                              |
| Герман Шміц            |      | генеральний директор корпорації «IG Farben»                                    | чотири роки ув'язнення                              |
| Георг фон Шніцлер      |      | член правління «IG Farben»                                                     | п'ять років ув'язнення                              |
| Фріц Гаєвскі           |      | член наглядової ради «IG Farben»                                               | виправданий та звільнений                           |
| Генріх Герляйн         |      | член виконавчої ради одного з дочірніх підприємств «IG Farben»                 | виправданий та звільнений                           |
| Август фон Кнірім      |      | член ради «Anorgana» — одного з дочірніх підприємств «IG Farben»               | виправданий та звільнений                           |
| Фріц тер Мер           |      | один з відповідальних за будівництво концтабору Освенцим та Аушвіц III Мановіц | сім років ув'язнення                                |
| Крістіан Шнайдер       |      | начальник контррозвідки в «IG Farben», лідер воєнної економіки                 | виправданий та звільнений                           |
| Отто Амброс            |      | член правління «IG Farben», лідер воєнної економіки                            | вісім років ув'язнення                              |
| Макс Брюггеманн        |      | юрисконсульт «IG Farben»                                                       | вирок не був винесений через хворобу обвинуваченого |
| Ернст Бюргін           |      | член ради техніко-хімічного комітету «IG Farben», лідер воєнної економіки      | два роки ув'язнення                                 |
| Генріх Бютефіш         |      | начальник виробництва Аушвіц III Мановіц, лідер воєнної економіки              | шість років ув'язнення                              |
| Пауль Гефлігер         |      | член правління «IG Farben»                                                     | два роки ув'язнення                                 |
| Макс Ільгнер           |      | член правління «IG Farben», лідер воєнної економіки                            | три роки ув'язнення                                 |
| Фрідріх Єне            |      | інженер «IG Farben», лідер воєнної економіки                                   | 1½ роки ув'язнення                                  |
| Ганс Кюне              |      | начальник виробництва органічних та неорганічних хімічних речовин «IG Farben»  | виправданий та звільнений                           |
| Карл Лаутеншлегер      |      | фармацевт «IG Farben», лідер воєнної економіки                                 | виправданий та звільнений                           |
| Вільгельм Рудольф Манн |      | керівник «IG Farben»                                                           | виправданий та звільнений                           |
| Генріх Остер           |      | член ради «IG Farben»                                                          | два роки ув'язнення                                 |
| Карл Вурстер           |      | хімік «IG Farben»                                                              | виправданий та звільнений                           |
| Вальтер Дюрфельд       |      | керівник Аушвіц III Мановіц                                                    | вісім років ув'язнення                              |
| Генріх Гатіно          |      | директор «IG Farben»                                                           | виправданий та звільнений                           |
| Еріх фон дер Гейде     |      | співробітник підрозділу контррозвідки NF 7 «IG Farben»                         | виправданий та звільнений                           |
| Ганс Куглер            |      | старший співробітник «IG Farben»                                               | один рік ув'язнення                                 |